# Xenasmatella
Xenasmatella Oberw. – rodzaj grzybów z rodziny woskóweczkowatych (Xenasmataceae).

## Systematyka i nazewnictwo
Pozycja w klasyfikacji według Index Fungorum: Xenasmataceae, Russulales, Incertae sedis, Agaricomycetes, Agaricomycotina, Basidiomycota, Fungi.
Polską nazwę rodziny zaproponował Władysław Wojewoda w 2003 r.
Gatunki występujące w Polsce:
- Xenasmatella alnicola (Bourdot & Galzin) K.H. Larss. & Ryvarden 2020
- Xenasmatella ardosiaca (Bourdot & Galzin) Stalpers 1996
- Xenasmatella christiansenii (Parmasto) Stalpers 1996
- Xenasmatella fibrillosa (Hallenb.) Stalpers 1996
- Xenasmatella gaspesica (Liberta) Hjortstam 1983 – tzw. żylaczka wrzecionowatozarodnikowa
- Xenasmatella subflavidogrisea (Litsch.) Oberw. ex Jülich 1979 – tzw. żylaczka drobnozarodnikowa
- Xenasmatella vaga (Fr.) Stalpers 1996[3]

Nazwy naukowe na podstawie Index Fungorum. Wykaz gatunków według W. Wojewody i innych. Polskie nazwy według W. Wojewody. Podał je dla synonimów Phlebiella i są niespójne z aktualnymi nazwami naukowymi.